# ASAP (텔레비전 프로그램)
《ASAP》는 필리핀의 뮤지컬 버라이어티 쇼이다.

## 같이 보기
- ABS-CBN